# Francis van Aarssens
Francis van Aarssens, ou  François van Aerssen (Bruxelas, 27 de setembro de 1572 – Haia, 27 de dezembro de 1641) foi um diplomata e estadista das Províncias Unidas.

## Biografia
Ele era filho de Cornelis van Aarsens, também conhecido como Cornelio Van Aarsens também um estadista. Seus talentos chamaram a atenção do diplomata Johan van Oldenbarnevelt, que o enviou, com a idade de vinte e seis anos, para ser um agente diplomático dos estados-gerais na corte de França. Ele teve considerável participação nas negociações da Trégua dos doze anos em 1606.
A sua condução dos assuntos tratados desagradaram o rei francês Henrique IV e ele foi exonerado do seu cargo por Oldenbarneveldt em 1616. Tal foi o ódio que ele adquiriu daquele momento em diante contra o seu antigo benfeitor, que ele fez de tudo para levar Oldebarneveldt à ruína. Ele foi um dos juízes da corte que em  1619 condenaram o idoso estadista à morte. Ficou uma mancha na memória de Aarssens por sua participação neste assassinato legal.
Ele se tornou o conselheiro confidencial de Maurício, Príncipe de Orange e depois de Frederico Henrique, Príncipe de Orange, na sua condução dos assuntos externos da república. Ele foi enviado para embaixadas especiais em Veneza, Alemanha e Inglaterra, e demonstrou tanta habilidade e astúcia diplomática que o Cardeal de Richelieu o colocou entre os maiores políticos de seu tempo. Deixou interessantes memórias escritas.